# Артём (мини-альбом)
«Артём» — второй мини-альбом российского рэпера и музыкального продюсера Slava Marlow, выпущенный 23 октября 2020 года. На нём присутствуют гостевые участия от Элджея и Моргенштерна. В альбом вошёл сингл «Снова я напиваюсь», выпущенный 7 октября 2020 года.

## Предыстория
26 сентября 2020 Slava Marlow объявил, что он съезжает из совместного дома с Моргенштерном для сосредоточения на собственной карьере.
22 октября 2020 года Слава опубликовал на своём канале на YouTube видео под названием «Артём», в котором рассказал, что его на самом деле зовут Артём Артёмович Готлиб, и что неизвестные последний год вымогали у него большие суммы за сокрытие данной информации. Он поделился историей из своей жизни, когда его родители развелись и через некоторое время он по нераскрытой им причине невзлюбил своего отца. Из-за этого ему перестали нравиться свои фамилия, имя и отчество, после чего он придумал псевдоним Slava Marlow и использовал его вместо своих настоящих ФИО.

## Описание
«Артём» — это девятиминутный мини-альбом, состоящий из пяти композиций.
- «Артём» (Скит) — первая композиция с альбома. Является монологом исполнителя, взятым из его одноимённого видеоролика на YouTube[5].
- «Снова я напиваюсь» — является единственным синглом с мини-альбома. Впервые отрезок песни был выложен 8 сентября 2020 в Instagram[6].
- «Быстро» (при участии MORGENSHTERN) — впервые песня была полностью исполнена в рок-стиле на концерте Моргенштерна 17 октября 2020[7].
- «Злой» (при участии Элджея) — первый отрезок песни был опубликован в мае 2020. Она также звучала за день до выхода мини-альбома в конце видеоролика «Артём»[8].
- «По глазам» — отрывок песни был опубликован 30 июля 2020. Slava Marlow сказал: «Этот трек, скорее всего, никогда не выйдет, ну, или только после моей смерти, если я когда-нибудь подпишусь на лейбл и умру, тогда крутой продюсер сможет грамотно запилить какого-нибудь хайпового артиста на фит и продвинуть этот трек». Песня посвящена погибшей в ДТП 2011 года подруге исполнителя[9].

## Обложка
На обложке изображён паспорт Славы, который подтверждает реальное имя, фамилию и отчество исполнителя.

## Синглы
7 октября 2020 вышел первый и единственный сингл с мини-альбома «Снова я напиваюсь». 22 октября 2020 песня дебютировала под номером один в Apple Music.

## Рейтинги
| Год  | Издатель    | Рейтинг                  | Позиция | Прим.  |
| ---- | ----------- | ------------------------ | ------- | ------ |
| 2021 | Apple Music | Топ-10 альбомов в России | 3       | [ 12 ] |
| 2021 | ВКонтакте   | Топ альбомов года        | 5       | [ 13 ] |

## Список композиций
Адаптировано под Genius.
Вся музыка написана Slava Marlow.
| №                   | Название                             | Длительность |
| ------------------- | ------------------------------------ | ------------ |
| 1.                  | «Артём (Скит)»                       | 0:30         |
| 2.                  | «Снова я напиваюсь»                  | 1:57         |
| 3.                  | «Быстро» (совместно с Моргенштерном) | 1:56         |
| 4.                  | «Злой» (совместно с Элджеем)         | 2:38         |
| 5.                  | «По глазам»                          | 2:00         |
| Общая длительность: | Общая длительность:                  | 9:01         |

## Чарты
| Чарт (2020) | Высшая позиция |
| ----------- | -------------- |
| Apple Music | 1              |

| Чарт (2020)      | Песня               | Высшая позиция |
| ---------------- | ------------------- | -------------- |
| Яндекс.Музыка    | «Снова я напиваюсь» | 1              |
| Apple Music      | «Снова я напиваюсь» | 1              |
| Apple Music      | «Быстро»            | 3              |
| Apple Music      | «По глазам»         | 4              |
| Apple Music      | «Злой»              | 8              |
| Spotify          | «Снова я напиваюсь» | 1              |
| Spotify          | «По глазам»         | 1              |
| Spotify          | «Быстро»            | 3              |
| Spotify          | «Злой»              | 4              |
| Deezer           | «Снова я напиваюсь» | 3              |
| СберЗвук         | «Снова я напиваюсь» | 1              |
| Shazam           | «Снова я напиваюсь» | 3              |
| ВКонтакте        | «Снова я напиваюсь» | 1              |
| ВКонтакте        | «По глазам»         | 4              |
| ВКонтакте        | «Быстро»            | 5              |
| ВКонтакте        | «Злой»              | 6              |
| Top YouTube Hits | «Снова я напиваюсь» | 3              |
| YouTube Music    | «По глазам»         | 4              |
| YouTube Music    | «Снова я напиваюсь» | 5              |
| TikTok           | «Снова я напиваюсь» | 3              |